# Тренмер, Эйлин Бетси
Эйлин Бетси Тренмер (Транмер, англ. Eileen Betsy Tranmer; 5 мая 1910, Скарборо — 26 сентября 1983, Восточный Суссекс) — английская шахматистка, международный мастер (1950) среди женщин. Музыкант.
Четырёхкратная чемпионка Великобритании (1947, 1949, 1953 и 1961).
Участница радиоматча СССР — Великобритания (1946; против В. Беловой — 0 : 2), турнира за звание чемпионки мира по шахматам (Москва, 1949/1950) — 5—7-е места.
В составе сборной Англии участница 1-й женской олимпиады в Эммене (1957; 2-я доска).